# Bedřichov (kraj południowomorawski)
Bedřichov – wieś i gmina (obec) w Czechach, w kraju południowomorawskim, w powiecie Blansko. Na początku 2015 liczyła 251 mieszkańców. Zajmuje powierzchnię 6,28 km².